# Kandidatenturnier Moskau 2016

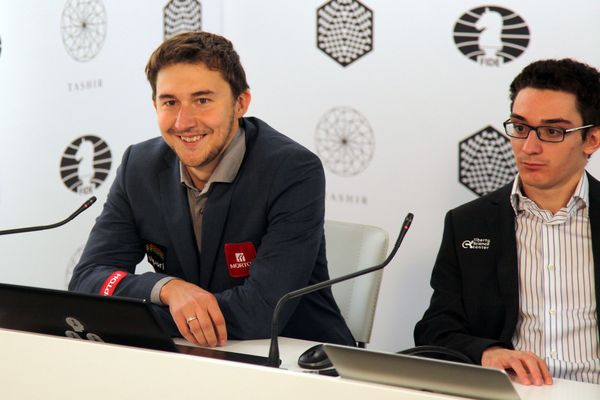
Karjakin und Caruana auf der Pressekonferenz nach der letzten Runde

Das Kandidatenturnier Moskau 2016 fand vom 10. bis 28. März 2016 in Moskau statt. In diesem Kandidatenturnier des Schachweltverbandes FIDE wurde der Herausforderer von Weltmeister Magnus Carlsen bei der Schachweltmeisterschaft 2016 aus acht Schachspielern der Weltspitze ermittelt, die sich auf unterschiedliche Weise qualifiziert hatten. Sieger wurde Sergei Karjakin.

## Teilnehmer
Die folgenden acht Teilnehmer qualifizierten sich:
| Spieler           | Qualifikationsweg | Elo-Zahl (Stand: März 2016) |
| ----------------- | --- | --------------------------- |
| Viswanathan Anand | 1) der Verlierer der Schachweltmeisterschaft 2014 | 2762                        |
| Sergei Karjakin   | 2) die beiden Bestplatzierten des Schach-Weltpokals 2015, die nicht schon nach 1) qualifiziert waren | 2760                        |
| Pjotr Swidler     | 2) die beiden Bestplatzierten des Schach-Weltpokals 2015, die nicht schon nach 1) qualifiziert waren | 2757                        |
| Fabiano Caruana*  | 3) die beiden Bestplatzierten des FIDE Grand Prix 2014–2015, die nicht schon nach 1) oder 2) qualifiziert waren                                                                                             | 2794                        |
| Hikaru Nakamura   | 3) die beiden Bestplatzierten des FIDE Grand Prix 2014–2015, die nicht schon nach 1) oder 2) qualifiziert waren                                                                                             | 2790                        |
| Wesselin Topalow  | 4) jene beiden Spieler, die 2015 gemittelt die beste Elo-Zahl hatten und nicht schon nach 1), 2) oder 3) qualifiziert waren; sie mussten am Weltpokal 2015 oder am Grand Prix 2014–2015 teilgenommen haben. | 2780                        |
| Anish Giri        | 4) jene beiden Spieler, die 2015 gemittelt die beste Elo-Zahl hatten und nicht schon nach 1), 2) oder 3) qualifiziert waren; sie mussten am Weltpokal 2015 oder am Grand Prix 2014–2015 teilgenommen haben. | 2793                        |
| Lewon Aronjan     | 5) vom Organisator nominierter Spieler mit Wertungszahl 2725 oder besser | 2786                        |

* Caruana, der zwei Staatsbürgerschaften besitzt, spielte im Grand Prix für Italien, wechselte aber im September 2015 zum US-amerikanischen Schachverband.

## Modus

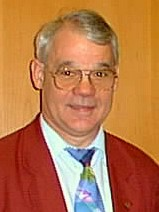
Werner Stubenvoll

Die Spieler bestritten ein doppeltes Rundenturnier, das im Zentralen Telegrafenamt von Moskau ausgetragen wurde. Hauptschiedsrichter war Werner Stubenvoll aus Österreich.
Beginnend mit dem 11. März 2016 fand jeden Tag eine Runde statt. Nach jeweils drei Spieltagen folgte ein Ruhetag. Die Partien begannen um 15 Uhr Moskauer Zeit (13 Uhr MEZ). Die Reihenfolge der Paarungen wurde vor dem Turnier festgelegt, wobei die Vorgabe war, dass Teilnehmer aus denselben Landesverbänden (in diesem Fall USA und Russland) möglichst früh aufeinander treffen sollten. Das Preisgeld betrug insgesamt mindestens 420.000 Euro. Für die Platzierung im Abschlussklassement war maßgebend (bei Gleichstand jeweils das nachfolgende Kriterium):
1. die Zahl der erzielten Punkte,
2. der direkte Vergleich der punktgleichen Spieler,
3. die Anzahl der gewonnenen Partien,
4. die Feinwertung nach Sonneborn-Berger,
5. Stichkampf mit Schnellpartien.

Die beiden letztgenannten Kriterien wurden nicht benötigt.
Die Bedenkzeit betrug 100 Minuten für die ersten 40 Züge, 50 Minuten für die nächsten 20 Züge und 15 Minuten für den Rest der Partie, sowie zusätzlich 30 Sekunden für jeden gespielten Zug.

## Endergebnis
| 0Platz | Spieler           | SK  | FC  | VA  | PS  | LA  | AG  | HN  | WT  | Punkte | dir. Vergl. | Gewinne | Leistung |
| ------ | ----------------- | --- | --- | --- | --- | --- | --- | --- | --- | ------ | ----------- | ------- | -------- |
| 1      | Sergei Karjakin   | —   | ½ 1 | 1 0 | ½ ½ | ½ ½ | ½ ½ | 1 ½ | ½ 1 | 8½     |             |         | 2855     |
| 2      | Fabiano Caruana   | ½ 0 | —   | ½ 1 | ½ ½ | ½ ½ | ½ ½ | ½ 1 | ½ ½ | 7½     | 1½          | 2800    |          |
| 3      | Viswanathan Anand | 0 1 | ½ 0 | —   | 1 ½ | ½ 1 | ½ ½ | ½ 0 | 1 ½ | 7½     | ½           | 2804    |          |
| 4      | Pjotr Swidler     | ½ ½ | ½ ½ | 0 ½ | —   | ½ 1 | ½ ½ | ½ ½ | ½ ½ | 7      | 3½          | 2776    |          |
| 5      | Lewon Aronjan     | ½ ½ | ½ ½ | ½ 0 | ½ 0 | —   | ½ ½ | 1 ½ | 1 ½ | 7      | 3           | 2       | 2780     |
| 6      | Anish Giri        | ½   | ½   | ½   | ½   | ½   | —   | ½   | ½   | 7      | 3           | 0       | 2777     |
| 7      | Hikaru Nakamura   | 0 ½ | ½ 0 | ½ 1 | ½ ½ | 0 ½ | ½   | —   | 1 1 | 7      | 2½          |         | 2776     |
| 8      | Wesselin Topalow  | ½ 0 | ½ ½ | 0 ½ | ½ ½ | 0 ½ | ½ ½ | 0 0 | —   | 4½     |             | 2648    |          |

Von den insgesamt 56 Partien endeten 40 Remis, dreizehnmal gewann Weiß und dreimal Schwarz. Weiß erzielte 33 von 56 Punkten (59 %), Schwarz 23 Punkte (41 %).

## Verlauf
Nachdem Anand als Einziger seine Erstrundenpartie gewonnen hatte und damit zunächst in Führung gegangen war, musste er sich in der vierten Runde Karjakin geschlagen geben, der nun mit zwei Siegen und zwei Remis den ersten Tabellenplatz übernahm. In der sechsten Runde zog Aronjan gleich, weil seinem Gegner ein folgenschwerer und unter Meisterspielern äußerst seltener Fehler unterlief: Nakamura berührte im Turmendspiel seinen König in der Absicht, ihn zu ziehen, und stellte dann erst fest, dass die Stellung einen Turmzug verlangte. Zunächst argumentierte er, er habe die Figur nur zurechtrücken wollen, musste dann aber wegen der Regel „berührt – geführt“ den König auch ziehen, was letztlich zum Verlust der Partie führte. Insgesamt nahm das Turnier für den Amerikaner einen unerfreulichen Verlauf: In Runde 2 hatte er bereits gegen Karjakin verloren, weil er durch eine Fehlkombination einen Läufer verloren hatte. In Runde 8 schließlich zog er in einer scharfen Partie gegen Caruana den Kürzeren, weil sich sein Angriff weniger durchschlagskräftig erwies als der des Gegners. Zunächst konnte er lediglich gegen den noch glückloseren Topalow gewinnen. Als die beiden in Runde 7 aufeinandertrafen, opferte Topalow eine Figur für einen Angriff, der am Ende nicht von Erfolg gekrönt war, so dass Nakamura seinen ersten Sieg verbuchen konnte. Topalow fand sich daher zur Halbzeit mit drei Niederlagen und ohne Sieg auf dem letzten Tabellenplatz wieder.
|   | a | b | c | d | e | f | g | h |   |
| 8 |   |   |   |   |   |   |   |   | 8 |
| 7 |   |   |   |   |   |   |   |   | 7 |
| 6 |   |   |   |   |   |   |   |   | 6 |
| 5 |   |   |   |   |   |   |   |   | 5 |
| 4 |   |   |   |   |   |   |   |   | 4 |
| 3 |   |   |   |   |   |   |   |   | 3 |
| 2 |   |   |   |   |   |   |   |   | 2 |
| 1 |   |   |   |   |   |   |   |   | 1 |
|   | a | b | c | d | e | f | g | h |   |

Karjakin zog 37. Txd5!! und gewann die Partie nach 37. … exd5 38. Dxd5 Dc7 39. Df5 Tf7 40. Lxf7 De5 41. Td7+ Kf8 42. Td8+ 1:0. Das Matt lässt sich nicht mehr verhindern. (z. B. durch 42. … Kxf7 43. Dh7+ Ke6 44. Dd7#)
Im weiteren Turnierverlauf erholte sich Anand von seiner Niederlage in der vierten Runde, schlug Swidler in Runde 6 in nur 24 Zügen und blieb auch gegen den bis dahin bestplatzierten Aronjan siegreich, so dass er nach neun Runden erneut zusammen mit dem punktgleichen Karjakin die Führung übernahm. In den folgenden Runden wechselte die Führung häufig und bis zur letzten Runde konnte sich keiner der Kontrahenten entscheidend absetzen. In Runde 13 hatte zumindest Caruana die Chance dazu, als er gegen Swidler ein vorteilhaftes Endspiel erreichte. Bei dem Versuch, mit Turm und Läufer gegen Turm ein Matt zu erzwingen, scheiterte er jedoch an der 50-Züge-Regel und musste sich nach insgesamt 116 Zügen mit einem Remis zufriedengeben. Zwar teilten sich Caruana und Karjakin nun mit jeweils 7½ Punkten aus 13 Partien den ersten Tabellenplatz, aber alle Teilnehmer (außer Topalow) waren höchstens einen Punkt schlechter. In der letzten Runde trafen die beiden Führenden aufeinander. Beide konnten durch einen Sieg das Turnier aus eigener Kraft gewinnen. Nachdem Anand in seiner Partie gegen Swidler nur ein Remis erreicht hatte, war klar, dass für Caruana ein Remis nicht reichen würde. Er erlangte aus der Eröffnung heraus eine Stellung, die ihm durch den Besitz des Läuferpaars und die bessere Bauernstruktur langfristig gute Siegchancen ließ. Bevor dies jedoch zum Tragen kam, fand Karjakin erst ein Bauern- und dann ein Turmopfer (siehe Partieauszug), durch welche er die Schwäche des gegnerischen Königs ausnutzen und die Partie für sich entscheiden konnte. Dadurch gewann Karjakin das Kandidatenturnier 2016 mit 8½ Punkten, einen Punkt vor den punktgleichen Caruana und Anand. Swidler, Aronjan, Giri und Nakamura bildeten das Mittelfeld, alle mit 7 aus 14, vor dem abgeschlagenen Topalow. Giri blieb als einziger ungeschlagen. Da er aber ebenso wie Topalow keine Partie gewinnen konnte, fand er sich nur auf dem 6. Platz wieder.
Karjakin errang damit das Recht, im November 2016 Weltmeister Magnus Carlsen herauszufordern. In seiner Analyse der letzten Partie schrieb Maxime Vachier-Lagrave, dass Karjakin das Turnier verdient gewonnen habe, weil er – wenn man bedenkt, was auf dem Spiel stand, – die besten Nerven bewiesen und manch schwierige Stellung am hartnäckigsten verteidigt habe. Für den 26-jährigen Karjakin, der von Juri Dochojan, Wladimir Potkin, Alexander Motyljow und Şəhriyar Məmmədyarov unterstützt wurde, stellt der Gewinn des Kandidatenturniers den bisherigen Höhepunkt seiner Karriere als Profi dar.

## Kontroversen über Live-Übertragung
Die Vermarktungsfirma Agon Limited, ein Geschäftspartner des Schachweltverbandes FIDE, reklamierte für sich das alleinige Recht der Live-Übertragung der Partien im Internet. Hierzu richtete sie eine eigene Webseite, Worldchess.com, ein. Dieses Verbot, das damit begründet wurde, dass „es das Beste für das Schach“ sei, „die Übertragung zu kontrollieren“, „richtet sich an alle, die die Partien übertragen oder weiterleiten können“. Agon berichtete, ihre offizielle Seite sei zu Beginn der ersten Runde von Unbekannten mit DDoS-Attacken angegriffen worden, und war erst nach über einer Stunde in der Lage, die Übertragung zu beginnen. Verschiedene Schachseiten weltweit hielten sich nicht an das Verbot und übertrugen die Züge der Partien live. Agon unternahm daraufhin rechtliche Schritte und verschickte nach eigenen Angaben Mahnungen an die Verantwortlichen der Seiten.
Anfang November 2016 gab die Schachseite Chess24 bekannt, dass das Moskauer Handelsgericht am 1. November 2016 die Klage von Agon gegen Schachseiten, die die Züge während des Kandidatenturniers live übertrugen, abgewiesen hat. In seiner Begründung sagte das Gericht: „Informationen über Schachzüge sind kein Geschäftsgeheimnis und nicht durch Gesetze geschützt.“ Agon habe keinen Schaden in Form entgangener Profite gelitten. Agon hatte 30 Tage Zeit, Berufung gegen das Urteil einzulegen.